# 2017-es Formula–1 brit nagydíj
A brit nagydíj volt a 2017-es Formula–1 világbajnokság tizedik futama, amelyet 2017. július 14. és július 16. között rendeztek meg az angliai Silverstone-ban.

## Választható keverékek
| Abroncs            | Friss | Használt |
| ------------------ | ----- | -------- |
| Közepes keverék    |       |          |
| Lágy keverék       |       |          |
| Szuperlágy keverék |       |          |
| Átmeneti esőgumi   |       |          |
| Teljes esőgumi     |       |          |

## Szabadedzések

### Első szabadedzés
A brit nagydíj első szabadedzését július 14-én, pénteken délelőtt tartották.
| helyezés | versenyző          | csapat/motor         | elért idő | különbség | futott kör |
| -------- | ------------------ | -------------------- | --------- | --------- | ---------- |
| 1        | Valtteri Bottas    | Mercedes             | 1:29,106  | −         | 29         |
| 2        | Lewis Hamilton     | Mercedes             | 1:29,184  | +0,078    | 29         |
| 3        | Max Verstappen     | Red Bull-TAG Heuer   | 1:29,604  | +0,498    | 26         |
| 4        | Daniel Ricciardo   | Red Bull-TAG Heuer   | 1:29,942  | +0,836    | 19         |
| 5        | Kimi Räikkönen     | Ferrari              | 1:30,137  | +1,031    | 19         |
| 6        | Sebastian Vettel   | Ferrari              | 1:30,517  | +1,411    | 19         |
| 7        | Danyiil Kvjat      | Toro Rosso-Renault   | 1:30,895  | +1,789    | 21         |
| 8        | Fernando Alonso    | McLaren-Honda        | 1:30,993  | +1,887    | 20         |
| 9        | Felipe Massa       | Williams-Mercedes    | 1:30,999  | +1,893    | 26         |
| 10       | Stoffel Vandoorne  | McLaren-Honda        | 1:31,041  | +1,935    | 27         |
| 11       | Carlos Sainz Jr.   | Toro Rosso-Renault   | 1:31,200  | +2,094    | 24         |
| 12       | Esteban Ocon       | Force India-Mercedes | 1:31,210  | +2,104    | 32         |
| 13       | Sergio Pérez       | Force India-Mercedes | 1:31,297  | +2,191    | 34         |
| 14       | Romain Grosjean    | Haas-Ferrari         | 1:31,610  | +2,504    | 24         |
| 15       | Lance Stroll       | Williams-Mercedes    | 1:31,684  | +2,578    | 24         |
| 16       | Antonio Giovinazzi | Haas-Ferrari         | 1:32,031  | +2,925    | 24         |
| 17       | Nico Hülkenberg    | Renault              | 1:32,171  | +3,065    | 19         |
| 18       | Jolyon Palmer      | Renault              | 1:32,450  | +3,344    | 16         |
| 19       | Pascal Wehrlein    | Sauber-Ferrari       | 1:33,029  | +3,923    | 23         |
| 20       | Marcus Ericsson    | Sauber-Ferrari       | 1:33,399  | +4,293    | 26         |

### Második szabadedzés
A brit nagydíj második szabadedzését július 14-én, pénteken délután tartották.
| helyezés | versenyző         | csapat/motor         | elért idő | különbség | futott kör |
| -------- | ----------------- | -------------------- | --------- | --------- | ---------- |
| 1        | Valtteri Bottas   | Mercedes             | 1:28,496  | −         | 31         |
| 2        | Lewis Hamilton    | Mercedes             | 1:28,543  | +0,047    | 35         |
| 3        | Kimi Räikkönen    | Ferrari              | 1:28,828  | +0,332    | 36         |
| 4        | Sebastian Vettel  | Ferrari              | 1:28,956  | +0,460    | 36         |
| 5        | Max Verstappen    | Red Bull-TAG Heuer   | 1:29,098  | +0,602    | 32         |
| 6        | Daniel Ricciardo  | Red Bull-TAG Heuer   | 1:29,586  | +1,090    | 35         |
| 7        | Nico Hülkenberg   | Renault              | 1:29,936  | +1,440    | 37         |
| 8        | Felipe Massa      | Williams-Mercedes    | 1:30,006  | +1,510    | 36         |
| 9        | Fernando Alonso   | McLaren-Honda        | 1:30,238  | +1,742    | 28         |
| 10       | Esteban Ocon      | Force India-Mercedes | 1:30,383  | +1,887    | 42         |
| 11       | Carlos Sainz Jr.  | Toro Rosso-Renault   | 1:30,555  | +2,059    | 26         |
| 12       | Danyiil Kvjat     | Toro Rosso-Renault   | 1:30,562  | +2,066    | 34         |
| 13       | Sergio Pérez      | Force India-Mercedes | 1:30,624  | +2,128    | 43         |
| 14       | Romain Grosjean   | Haas-Ferrari         | 1:30,661  | +2,165    | 33         |
| 15       | Lance Stroll      | Williams-Mercedes    | 1:30,695  | +2,199    | 37         |
| 16       | Stoffel Vandoorne | McLaren-Honda        | 1:30,782  | +2,286    | 31         |
| 17       | Kevin Magnussen   | Haas-Ferrari         | 1:30,835  | +2,339    | 33         |
| 18       | Jolyon Palmer     | Renault              | 1:30,879  | +2,383    | 25         |
| 19       | Marcus Ericsson   | Sauber-Ferrari       | 1:31,616  | +3,120    | 27         |
| 20       | Pascal Wehrlein   | Sauber-Ferrari       | 1:31,929  | +3,433    | 30         |

### Harmadik szabadedzés
A brit nagydíj harmadik szabadedzését július 15-én, szombaton délelőtt tartották.
| helyezés | versenyző         | csapat/motor         | elért idő | különbség | futott kör |
| -------- | ----------------- | -------------------- | --------- | --------- | ---------- |
| 1        | Lewis Hamilton    | Mercedes             | 1:28,063  | −         | 18         |
| 2        | Sebastian Vettel  | Ferrari              | 1:28,095  | +0,032    | 14         |
| 3        | Valtteri Bottas   | Mercedes             | 1:28,137  | +0,074    | 20         |
| 4        | Kimi Räikkönen    | Ferrari              | 1:28,732  | +0,669    | 15         |
| 5        | Nico Hülkenberg   | Renault              | 1:29,480  | +1,417    | 14         |
| 6        | Daniel Ricciardo  | Red Bull-TAG Heuer   | 1:29,612  | +1,549    | 15         |
| 7        | Romain Grosjean   | Haas-Ferrari         | 1:29,819  | +1,756    | 14         |
| 8        | Max Verstappen    | Red Bull-TAG Heuer   | 1:29,904  | +1,841    | 13         |
| 9        | Felipe Massa      | Williams-Mercedes    | 1:29,959  | +1,896    | 19         |
| 10       | Stoffel Vandoorne | McLaren-Honda        | 1:30,088  | +2,025    | 19         |
| 11       | Fernando Alonso   | McLaren-Honda        | 1:30,138  | +2,075    | 17         |
| 12       | Esteban Ocon      | Force India-Mercedes | 1:30,172  | +2,109    | 19         |
| 13       | Kevin Magnussen   | Haas-Ferrari         | 1:30,270  | +2,207    | 15         |
| 14       | Jolyon Palmer     | Renault              | 1:30,302  | +2,239    | 16         |
| 15       | Sergio Pérez      | Force India-Mercedes | 1:30,416  | +2,353    | 16         |
| 16       | Danyiil Kvjat     | Toro Rosso-Renault   | 1:30,504  | +2,441    | 20         |
| 17       | Carlos Sainz Jr.  | Toro Rosso-Renault   | 1:30,515  | +2,452    | 19         |
| 18       | Pascal Wehrlein   | Sauber-Ferrari       | 1:30,621  | +2,558    | 24         |
| 19       | Marcus Ericsson   | Sauber-Ferrari       | 1:30,630  | +2,567    | 24         |
| 20       | Lance Stroll      | Williams-Mercedes    | 1:31,358  | +3,295    | 18         |

## Időmérő edzés
A brit nagydíj időmérő edzését július 15-én, szombaton délután futották, mérsékelten esős körülmények között.
| helyezés              | rajtszám | versenyző         | csapat/motor         | 1. rész  | 2. rész  | 3. rész  | rajthely | futott kör |
| --------------------- | -------- | ----------------- | -------------------- | -------- | -------- | -------- | -------- | ---------- |
| 1                     | 44       | Lewis Hamilton    | Mercedes             | 1:39,069 | 1:27,893 | 1:26,600 | 1        | 25         |
| 2                     | 7        | Kimi Räikkönen    | Ferrari              | 1:40,455 | 1:28,992 | 1:27,147 | 2        | 26         |
| 3                     | 5        | Sebastian Vettel  | Ferrari              | 1:39,962 | 1:28,978 | 1:27,356 | 3        | 24         |
| 4                     | 77       | Valtteri Bottas   | Mercedes             | 1:39,698 | 1:28,732 | 1:27,376 | 9[1]     | 26         |
| 5                     | 33       | Max Verstappen    | Red Bull-TAG Heuer   | 1:38,912 | 1:29,431 | 1:28,130 | 4        | 23         |
| 6                     | 27       | Nico Hülkenberg   | Renault              | 1:39,201 | 1:29,340 | 1:28,856 | 5        | 21         |
| 7                     | 11       | Sergio Pérez      | Force India-Mercedes | 1:42,009 | 1:29,824 | 1:28,902 | 6        | 26         |
| 8                     | 31       | Esteban Ocon      | Force India-Mercedes | 1:39,738 | 1:29,701 | 1:29,074 | 7        | 25         |
| 9                     | 2        | Stoffel Vandoorne | McLaren-Honda        | 1:40,011 | 1:30,105 | 1:29,418 | 8        | 24         |
| 10                    | 8        | Romain Grosjean   | Haas-Ferrari         | 1:42,042 | 1:29,966 | 1:29,549 | 10       | 26         |
| 11                    | 30       | Jolyon Palmer     | Renault              | 1:41,404 | 1:30,193 |          | 11       | 18         |
| 12                    | 26       | Danyiil Kvjat     | Toro Rosso-Renault   | 1:41,726 | 1:30,355 |          | 12       | 20         |
| 13                    | 14       | Fernando Alonso   | McLaren-Honda        | 1:37,598 | 1:30,600 |          | 20[2]    | 17         |
| 14                    | 55       | Carlos Sainz Jr.  | Toro Rosso-Renault   | 1:41,114 | 1:31,368 |          | 13       | 15         |
| 15                    | 19       | Felipe Massa      | Williams-Mercedes    | 1:41,874 | 1:31,482 |          | 14       | 21         |
| 16                    | 18       | Lance Stroll      | Williams-Mercedes    | 1:42,573 |          |          | 15       | 11         |
| 17                    | 20       | Kevin Magnussen   | Haas-Ferrari         | 1:42,577 |          |          | 16       | 11         |
| 18                    | 94       | Pascal Wehrlein   | Sauber-Ferrari       | 1:42,593 |          |          | 17       | 10         |
| 19                    | 9        | Marcus Ericsson   | Sauber-Ferrari       | 1:42,633 |          |          | 18       | 10         |
| 20                    | 3        | Daniel Ricciardo  | Red Bull-TAG Heuer   | 1:42,966 |          |          | 19[1]    | 4          |
| 107%-os idő: 1:44,429 |          |                   |                      |          |          |          |          |            |

Megjegyzés:
- ↑ 1:  — Valtteri Bottas és Daniel Ricciardo autójában sebességváltót kellett cserélni, ezért mindketten 5-5 rajthelyes büntetést kaptak.[4] Ricciardo erőforráselem-cserékért utólag további 10 rajthelyes büntetést kapott.[5]
- ↑ 2:  — Fernando Alonso autójában erőforráselemeket (motort, akkumulátort, MGU-H-t, MGU-K-t, és turbófeltöltőt) cseréltek, ezért összesen 30 rajthelyes büntetést kapott.[6]

## Futam
A brit nagydíj futama július 16-án, vasárnap rajtolt.
| helyezés | rajtszám | versenyző         | csapat/motor         | futott kör | idő/kiesés oka   | rajthely | abroncs | pont |
| -------- | -------- | ----------------- | -------------------- | ---------- | ---------------- | -------- | ------- | ---- |
| 1        | 44       | Lewis Hamilton    | Mercedes             | 51         | 1:21:27,430      | 1        |         | 25   |
| 2        | 77       | Valtteri Bottas   | Mercedes             | 51         | +14,063          | 9        |         | 18   |
| 3        | 7        | Kimi Räikkönen    | Ferrari              | 51         | +36,570          | 2        |         | 15   |
| 4        | 33       | Max Verstappen    | Red Bull-TAG Heuer   | 51         | +52,125          | 4        |         | 12   |
| 5        | 3        | Daniel Ricciardo  | Red Bull-TAG Heuer   | 51         | +1:05,955        | 19       |         | 10   |
| 6        | 27       | Nico Hülkenberg   | Renault              | 51         | +1:08,109        | 5        |         | 8    |
| 7        | 5        | Sebastian Vettel  | Ferrari              | 51         | +1:33,989        | 3        |         | 6    |
| 8        | 31       | Esteban Ocon      | Force India-Mercedes | 50         | +1 kör           | 7        |         | 4    |
| 9        | 11       | Sergio Pérez      | Force India-Mercedes | 50         | +1 kör           | 6        |         | 2    |
| 10       | 19       | Felipe Massa      | Williams-Mercedes    | 50         | +1 kör           | 14       |         | 1    |
| 11       | 2        | Stoffel Vandoorne | McLaren-Honda        | 50         | +1 kör           | 8        |         |      |
| 12       | 20       | Kevin Magnussen   | Haas-Ferrari         | 50         | +1 kör           | 16       |         |      |
| 13       | 8        | Romain Grosjean   | Haas-Ferrari         | 50         | +1 kör           | 10       |         |      |
| 14       | 9        | Marcus Ericsson   | Sauber-Ferrari       | 50         | +1 kör           | 18       |         |      |
| 15       | 26       | Danyiil Kvjat     | Toro Rosso-Renault   | 50         | +1 kör           | 12       |         |      |
| 16       | 18       | Lance Stroll      | Williams-Mercedes    | 50         | +1 kör           | 15       |         |      |
| 17       | 94       | Pascal Wehrlein   | Sauber-Ferrari       | 50         | +1 kör           | 17       |         |      |
| ki       | 14       | Fernando Alonso   | McLaren-Honda        | 32         | erőforrás        | 20       |         |      |
| ki       | 55       | Carlos Sainz Jr.  | Toro Rosso-Renault   | 0          | baleseti sérülés | 13       |         |      |
| ni       | 30       | Jolyon Palmer     | Renault              | 0          | hidraulika       | 11       |         |      |

## A világbajnokság állása a verseny után
| H   | Versenyzők       | Pont | H   | Konstruktőrök        | Pont |
| --- | ---------------- | ---- | --- | -------------------- | ---- |
| 1.  | Sebastian Vettel | 177  | 1.  | Mercedes             | 330  |
| 2.  | Lewis Hamilton   | 176  | 2.  | Ferrari              | 275  |
| 3.  | Valtteri Bottas  | 154  | 3.  | Red Bull-TAG Heuer   | 174  |
| 4.  | Daniel Ricciardo | 117  | 4.  | Force India-Mercedes | 95   |
| 5.  | Kimi Räikkönen   | 98   | 5.  | Williams-Mercedes    | 41   |
| 6.  | Max Verstappen   | 57   | 6.  | Toro Rosso-Renault   | 33   |
| 7.  | Sergio Pérez     | 52   | 7.  | Haas-Ferrari         | 29   |
| 8.  | Esteban Ocon     | 43   | 8.  | Renault              | 26   |
| 9.  | Carlos Sainz Jr. | 29   | 9.  | Sauber-Ferrari       | 5    |
| 10. | Nico Hülkenberg  | 26   | 10. | McLaren-Honda        | 2    |

(A teljes táblázat)

## Statisztikák
- Vezető helyen:
  - Lewis Hamilton: 51 kör (1-51)
- Lewis Hamilton 67. pole-pozíciója, 57. futamgyőzelme és 37. versenyben futott leggyorsabb köre, ezzel pedig 14. mesterhármasa és 5. Grand Cheleme.
- A Mercedes 70. futamgyőzelme.
- Lewis Hamilton 110., Valtteri Bottas 16., Kimi Räikkönen 87. dobogós helyezése.
- Max Verstappen, Carlos Sainz Jr. és Kevin Magnussen 50. nagydíja.[8]